# Albert von Julin (1871–1944)
Albert Ludvig Lindsay von Julin, född 2 augusti 1871 i Pojo, död där 8 maj 1944, var en finländsk industriman. Han var kusin till Jacob von Julin.
Julin var disponent för Fiskars Ab 1904-06, VD där från 1906. Han var ordförande i Finlands industriförbund 1921-26 och från 1919 ordförande i Finlands metallindustriförening och erhöll 1921 bergsråds titel.